# 魔法★男子チェリーズ
『魔法★男子チェリーズ』（まほうだんしチェリーズ）は、テレビ東京ほかで2014年6月21日から9月27日まで放送されていたテレビドラマ。
A.B.C-Zのドラマ初主演作。「30歳まで童貞であると魔法使いになれる」という都市伝説をもとに創作したオリジナルストーリー。平均視聴率は0.8%。

## キャスト

### チェリーズ
“童貞”だからこそ使える魔法を駆使して、東京・八王子の平和を守るヒーロー。5人それぞれが異なる魔力を持っており、チームワークを駆使して犯罪者となった妖精と戦う。妖精とは悪のDT魔法使いのことであり、そのほとんどが30歳を過ぎ、洗脳魔法にかけられたDTである。
堂神哲（どうがみ てつ）〈17〉
演 - 橋本良亮（A.B.C-Z）
触覚魔法の使い手。人の心を読み、それが頭の中で"ニコ生"のように流れてくる。
高校2年生。あだ名は「テツ」。
伊達勉（だて つとむ）〈25〉
演 - 戸塚祥太（A.B.C-Z)
視覚魔法の使い手。遠くのものが見えたり、透視ができる(厚さ5cm以下に限り)。
哲の兄・拓の親友で保育士をしている。あだ名は「ベン」。
伝法事亨（でんぽうじ とおる）〈25〉
演 - 河合郁人（A.B.C-Z)
味覚魔法の使い手。残った汗の味からその人物の未来(10分後の一瞬のみ)がわかる。
ラーメン屋を営んでいる。口が悪い。あだ名は「総長」。
出門毅（でもん たけし）〈25〉
演 - 五関晃一（A.B.C-Z)
嗅覚魔法の使い手。人や物の匂いを記憶し、その人物や物の所有者が童貞か否かがわかる。
3次元に興味がない。あだ名は「2D」。
大門寺司（だいもんじ つかさ）〈25〉
演 - 塚田僚一（A.B.C-Z)
聴覚魔法の使い手。半径2km以下の音を聞き取れる。
ホストクラブで働いている。あだ名は「ホス」。

### その他の登場人物
木下架純
演 - 清水富美加
テツの幼馴染みであり、クラスメイト。本作のヒロイン。
伝法寺ユキ
演 - 吉田里琴
総長の妹。
堂神拓
演 - 岩永達也
行方不明になっていたテツの兄。元々はチェリーズの赤担当であったが、妖精との戦いにより亡くなっている。
道明寺隆史
演 - 森田美勇人 (ジャニーズJr.)
小池先生
演 - 堀部圭亮
南野高校の教師で、テツのクラスの担任。
鞭御門ガバ子
演 - 深澤敦
土橋リュウ
演 - 諏訪太朗
チェリーズに対して指示を出す男。
土井保
演 - 広海
テツのクラスメイト。
水道橋アケミ
演 - 田代さやか
ベンの中学時代の先輩。子供がいる。
アケミの夫
演 - 鈴木敬太
アケミに暴力を振るっている。
麻里
演 - 杉ありさ
お弁当を配達する仕事をしており、ホスの働く店にも出入りする。
土井太郎
演 - 深海
保の双子の弟。双子の妖精の片割れ。

- 佐伯大地（第1話）、篠田光里（第3、4話）

## 放送日程
| 放送回 | 放送日  | サブタイトル                 |
| ------ | ------- | ---------------------------- |
| 第1話  | 6月21日 | 17歳は魔法の始まり           |
| 第2話  | 6月28日 | 明かされる秘密               |
| 第3話  | 7月5日  | 謎の連続窃盗事件を追え！前編 |
| 第4話  | 7月12日 | 謎の連続窃盗事件を追え！後編 |
| 第5話  | 7月19日 | 俺の妹がこんなわけない！     |
| 第6話  | 7月26日 | 怒る童貞、恋する童貞         |
| 第7話  | 8月2日  | 童貞パパ                     |
| 第8話  | 8月9日  | 俺のいるわけ～前編～         |
| 第9話  | 8月16日 | 俺のいるわけ～後編～         |
| 第10話 | 8月23日 | ホス＆2Dラプソディ前編       |
| 第11話 | 8月30日 | ホス＆2Dラプソディ後編       |
| 第12話 | 9月6日  | 結婚するって本当ですか！？   |
| 第13話 | 9月13日 | ココロウラハラ               |
| 第14話 | 9月20日 | 魔法決戦～届け、想いよ！～   |
| 第15話 | 9月27日 | ファイルD                    |

## ネット局
| 放送対象地域 | 放送局名            | 系列           | 放送期間                       | 放送時間           | 遅れ日数  |
| ------------ | ------------------- | -------------- | ------------------------------ | ------------------ | --------- |
| 関東広域圏   | テレビ東京（TX）    | テレビ東京系列 | 2014年6月21日 - 9月27日        | 土曜 26:10 - 26:35 | 制作局    |
| 奈良県       | 奈良テレビ（TVN）   | JAITS          | 2014年7月11日 - 10月17日       | 金曜 25:35 - 26:00 | 20日遅れ  |
| 滋賀県       | びわ湖放送（BBC）   | JAITS          | 2014年7月13日 - 10月26日       | 日曜 26:00 - 26:25 | 29日遅れ  |
| 北海道       | テレビ北海道（Tvh） | テレビ東京系列 | 2014年7月31日 - 11月6日        | 木曜 25:00 - 25:25 | 40日遅れ  |
| 福岡県       | TVQ九州放送（TVQ）  | テレビ東京系列 | 2014年8月5日 - 11月11日        | 火曜 25:00 - 25:30 | 45日遅れ  |
| 和歌山県     | テレビ和歌山（WTV） | JAITS          | 2014年8月7日 - 11月13日        | 木曜 24:35 - 25:00 | 47日遅れ  |
| 大阪府       | テレビ大阪（TVO）   | テレビ東京系列 | 2014年10月10日 - 2015年1月30日 | 金曜 25:40 - 26:05 | 111日遅れ |

## スタッフ
- 監督・編集 - 山本清史
- 脚本 - 正岡謙一郎、土城温美
- 主題歌 - A.B.C-Z「 僕らのこたえ〜Here We Go〜」[7][8]
- 音楽 - 山田溝夫（SUDACCI）
- 助監督 - 蔵方政俊
- 撮影 - 長野泰隆
- 美術 - 山下修寺
- キャラクターデザイン - 百武朋
- 振付 -堀向麻未
- ビジュアルデザイン - ニイルセン、金子大悟、久保田智
- チーフプロデューサー - 松澤潤（テレビ東京）
- コンテンツプロデューサー - 大和健太郎、日暮奈々美（テレビ東京）
- 企画・プロデュース - 伊藤仁吾
- 協力 - テレビ東京ミュージック、テレビ東京コミュニケーションズ
- ポストプロダクション - 松竹映像センター
- 制作プロダクション - 松竹株式会社
- 制作 - テレビ東京、松竹株式会社
- 製作著作 - 『魔法★男子チェリーズ』製作委員会

## 関連作品
- 『魔法★男子チェリーズ』DVD-BOX、Blu-ray-BOX[9]
  - 本編ディスク4枚（全15話・約300分）と特典ディスク1枚(メイキングなどの特典映像・約100分)の5枚組。2015年2月11日発売。
  - 発売元は『魔法★男子チェリーズ』製作委員会、販売元はポニーキャニオンである。